# Вторая жена (фильм, 1930)
Вторая жена (англ. Second Wife) — американский драматический фильм 1930 года, снятый и выпущенный компанией RKO Pictures. Режиссёром выступил Рассел Мэк, сценарий написали Хью Герберт и Берт Гленнон по пьесе Фултона Оурслера «Вся королевская рать». В фильме снимались Конрад Найджел и Лила Ли, два ветерана немого кино, перешедшие в звуковое кино.
Копия этого фильма хранится в Библиотеке Конгресса.

## Сюжет
Вскоре после смерти своей первой жены Уолтер Фэрчайлд обручился с Флоренс Уэнделл. Флоренс игнорирует предупреждения Гилберта Гейлорда, который также хочет жениться на ней, о том, что она не знает, во что ввязывается; что ни одна женщина никогда не сможет заполнить пустоту в жизни Фэрчайлда, образовавшуюся после смерти его жены. После свадьбы у Фэрчайлда и Флоренс возникают разногласия, поскольку она верит предупреждениям, данным ей Гейлордом. Чтобы успокоить её, они съезжают из дома, который Уолтер делил со своей первой женой, и он позволяет ей обставить новый дом. Чувствуя, что ему и его новой жене нужно некоторое время побыть наедине, чтобы начать новую жизнь, Фэрчайлд отправляет своего семилетнего сына Уолтера-младшего в школу-интернат в Швейцарии. После того, как Флоренс забеременела, Фэрчайлд узнал, что его сын очень болен и, скорее всего, не поправится. Несмотря на мольбы Флоренс не покидать её, он отправляется к сыну. Когда он уходит, Флоренс говорит ему не возвращаться.
Пока Фэрчайлд находится вместе со своим сыном, за Флоренс снова ухаживает её бывший поклонник Гейлорд. Думая, что она навсегда отдалилась от мужа, Флоренс соглашается бежать с ним. Уолтер-младший выздоравливает и возвращается домой вместе с отцом. Когда Флоренс собирается уходить с Гейлордом, тот говорит ей, что ему нужна только она, и что ей придется отказаться от ребёнка. Она отказывается и возвращается к Фэрчайлду, который принимает её обратно.

## В ролях
- Конрад Найджел — Уолтер Фэрчайлд
- Лила Ли — Флоренс Уэнделл Фэрчайлд
- Мэри Карр[англ.] — Миссис «Роуди» Роудс, домохозяйка
- Хью Хантли — Гилберт Гейлорд
- Фредди Берк Фредерик[англ.] — Уолтер Фэрчайлд-младший

## Критика
Мордонт Холл, критик The New York Times, дал фильму смешанную оценку, похвалив актёрскую игру, но в то же время прохладно отозвавшись о сценарии и режиссуре. 

## Ремейк
В 1936 году история была переэкранизирована под названием «Вторая жена», и эта картина также хранится в Библиотеке Конгресса.